# Menlo Park (Kalifornia)
Menlo Park város az USA Kalifornia államában, San Mateo megyében. Lakosainak száma 33 780 fő (2020). Itt található a Meta Platforms székhelye.

## Népesség
A település népességének változása:
| Lakosok száma | 2254 | 32 026 | 33 780 |
|               | 1930 | 2010   | 2020   |